# Église Saint-Hilaire-et-Saint-Eutrope de Villeperrot
L'église de Villeperrot est une église située à Villeperrot, en France.

## Localisation
L'église est située dans le département français de l'Yonne, sur la commune de Villeperrot.

## Historique
L'édifice est inscrit au titre des monuments historiques en 1929.